# 上水駅 (ソウル特別市)
上水駅（サンスえき）は、大韓民国ソウル特別市麻浦区にあるソウル交通公社6号線の駅。駅番号は623。

## 歴史
- 2000年12月15日 - ソウル特別市都市鉄道公社の駅として開業。
- 2017年5月31日 - ソウル特別市都市鉄道公社とソウルメトロが統合され、ソウル交通公社の駅となる。

## 駅構造

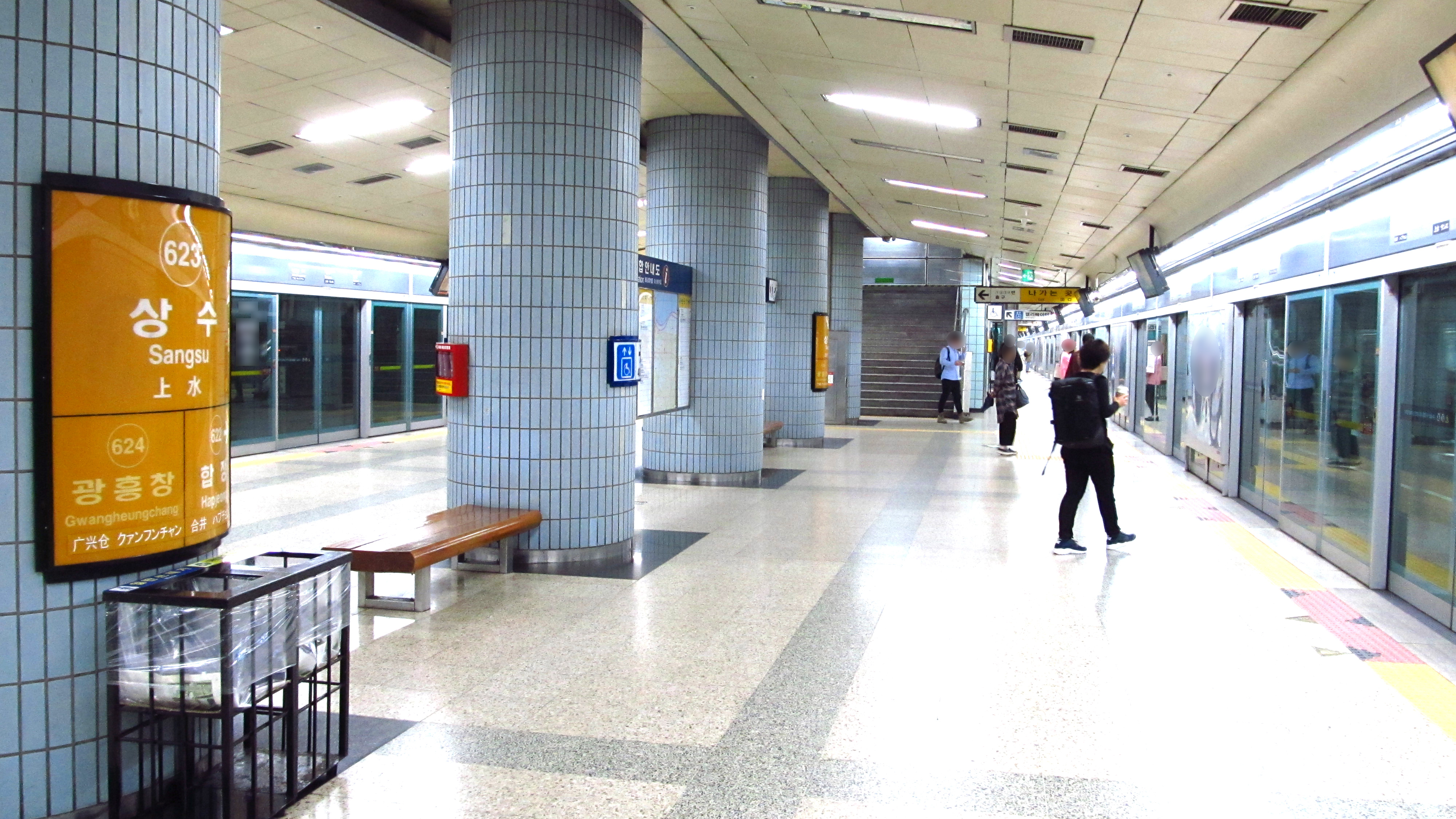
プラットホーム

島式ホーム1面2線の地下駅。出口は4番まである。

### のりば
案内上ののりば番号は設定されていない。
| 上り | 6号線 | 合井・デジタルメディアシティ・鷹岩方面 |
| 下り | 6号線 | 孔徳・東廟前・新内方面                 |

## 利用状況
近年の一日平均利用人員推移は下記のとおり。なお、2000年は開業日の12月15日から12月31日までの17日間の平均である。
| 路線  | 路線     | 2000年 | 2001年 | 2002年 | 2003年 | 2004年 | 2005年 | 2006年 | 2007年 | 2008年 | 2009年 | 出典  |
| ----- | -------- | ------ | ------ | ------ | ------ | ------ | ------ | ------ | ------ | ------ | ------ | ----- |
| 6号線 | 乗車人員 | 2,384  | 4,113  | 4,965  | 5,681  | 6,098  | 6,507  | 6,626  | 6,667  | 7,039  | 7,498  | [ 1 ] |
| 6号線 | 降車人員 | 2,241  | 4,356  | 5,371  | 6,223  | 6,569  | 7,109  | 7,191  | 7,225  | 7,671  | 8,180  | [ 1 ] |
| 6号線 | 乗降人員 | 4,626  | 8,470  | 10,336 | 11,904 | 12,667 | 13,616 | 13,817 | 13,892 | 14,710 | 15,679 | [ 1 ] |
| 路線  | 路線     | 2010年 | 2011年 | 2012年 | 2013年 | 2014年 | 2015年 |        |        |        |        | [ 1 ] |
| 6号線 | 乗車人員 | 7,918  | 8,322  | 8,321  | 8,894  | 9,820  | 10,317 |        |        |        |        | [ 1 ] |
| 6号線 | 降車人員 | 8,617  | 9,203  | 9,317  | 10,198 | 11,384 | 12,167 |        |        |        |        | [ 1 ] |
| 6号線 | 乗降人員 | 16,534 | 17,525 | 17,638 | 19,092 | 21,204 | 22,484 |        |        |        |        | [ 1 ] |

## 駅周辺
- 弘益大学校（南門）
- 極東放送
- ソウル西江初等学校（朝鮮語版）
- 弘益大学校
- ミュージックKエンターテインメント（朝鮮語版）
- 倉前洞郵便局
- ソウル火力発電所
- 城山中学校（朝鮮語版）

## 隣の駅
ソウル交通公社
 6号線
合井駅 (622) - 上水駅 (623) - 広興倉駅 (624)